# ناحیه فیر هاون، شهرستان استیرنز، مینه سوتا
ناحیه فیر هاون (به انگلیسی: Fair Haven Township) یک منطقهٔ مسکونی در ایالات متحده آمریکا است که در شهرستان استیرنز، مینه‌سوتا واقع شده‌است.
 ناحیه فیر هاون ۹۲٫۸ کیلومتر مربع مساحت و ۱٬۵۰۷ نفر جمعیت دارد و ۳۲۷ متر بالاتر از سطح دریا واقع شده‌است.